# Beds
Beds ist ein für das britische Fernsehen gedrehter Werbespot des Einrichtungskonzerns IKEA aus dem Jahr 2014. Er wurde von der in London ansässigen Agentur Mother in englischer Sprache produziert. Regisseur ist Juan Cabral. Der Spot war Teil der Kampagne „The Wonderful Everday“, die zur Einführung neuer Betten, Matratzen und Bettlaken in den britischen IKEA-Filialen gestartet wurde.

## Handlung
Eine junge Frau erwacht in einem über den Wolken schwebenden Bett. Sie springt von einem Bett zum anderen gen Erde. Als sie über ihrem Wohnort schwebt, lässt sie sich fallen und landet in ihrem eigenen Bett, in dem eine männliche Person schläft. Der Spot endet mit dem Slogan „There's no bed like home“ (sinngemäß: „Kein Bett ist wie das eigene“).
Der Sprung aus dem Himmel ist überlagert von der Stimme der Schauspielerin Prunella Scales, die einen Auszug aus William Shakespeares Theaterstück Der Sturm rezitiert.

## Auszeichnungen
Der Spot wurde 2015 auf dem Cannes Lions International Festival of Creativity mit einem Goldenen Löwen ausgezeichnet.